# Region Västmanland
Region Västmanland (innan 1 januari 2017 Landstinget Västmanland och Västmanlands läns landsting) är en region för de 281 158 invånarna i Västmanlands län. Region Västmanland ansvarar, som alla regioner, främst för hälso- och sjukvård. Förutom hälso-, tand- och sjukvård har regionen även ett ansvar för den regionala utvecklingen i länet. Regionen står också för allmänna kommunikationer i länet och bedriver även viss kulturell verksamhet.

## Historik
Sjukvården i Västmanlands län har anor tillbaka till 1765 då regeringen beslutade att organisera sjukhusvården i landet länsvis. 1766 fick Västerås ett lasarett och det var länge det enda i Västmanlands län. Landstingen inrättades 1862 och datumet var satt till den 21 september för första mötet. I Westerås län bildades det den 14 september som det första landstinget då landshövdingen inte ville att Västerås marknad, som hölls den 21 september, skulle stjäla uppmärksamheten utan fick dispens av självaste kungen. 

## Sjukvården
Regionen äger sjukhus och vårdcentraler.

### Sjukhus

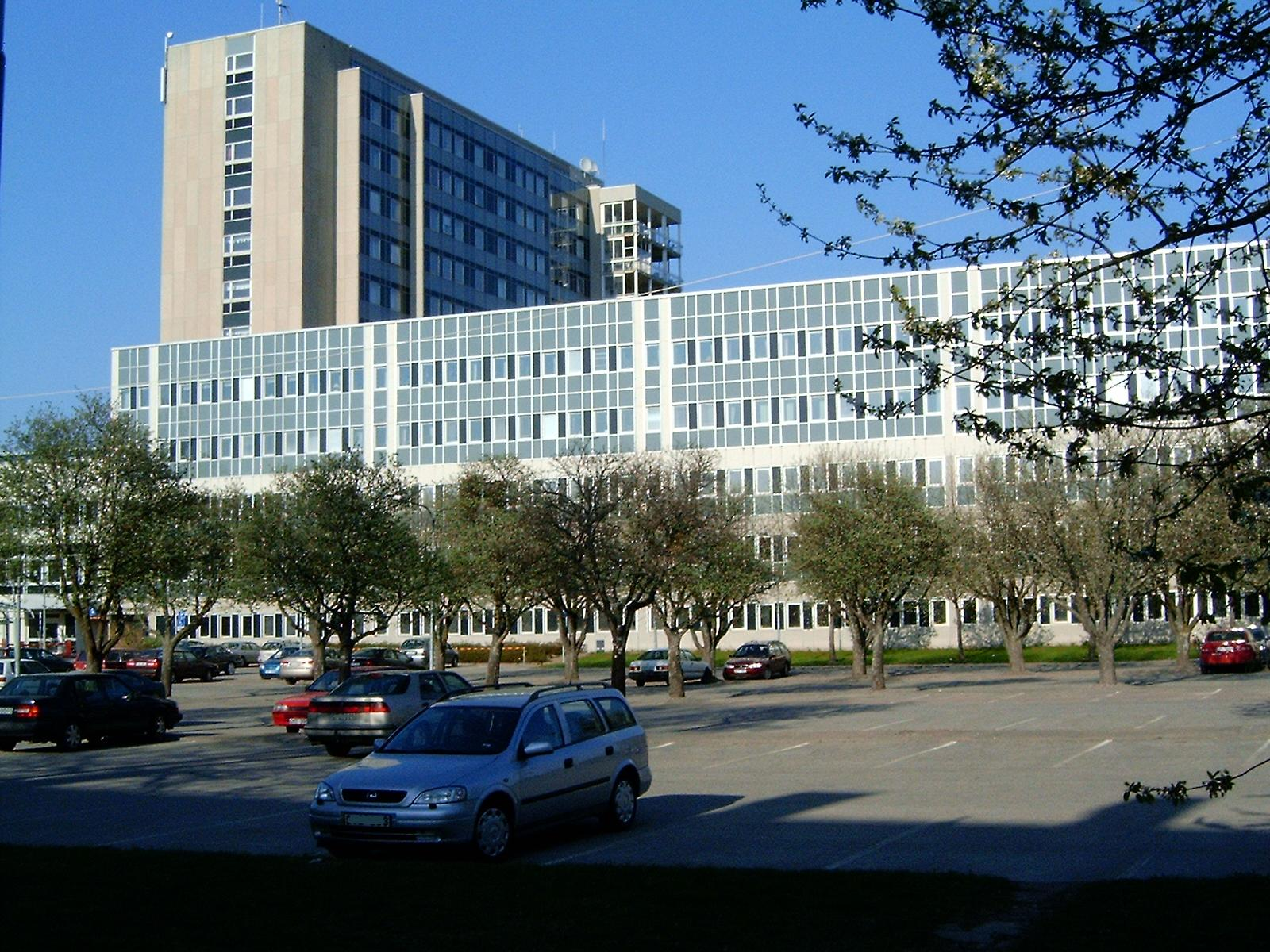
Västmanlands sjukhus Västerås

Inom Region Västmanland finns fyra sjukhus:
- Västmanlands sjukhus Fagersta
- Västmanlands sjukhus Köping
- Västmanlands sjukhus Sala
- Västmanlands sjukhus Västerås

#### Förvaltningsindelning

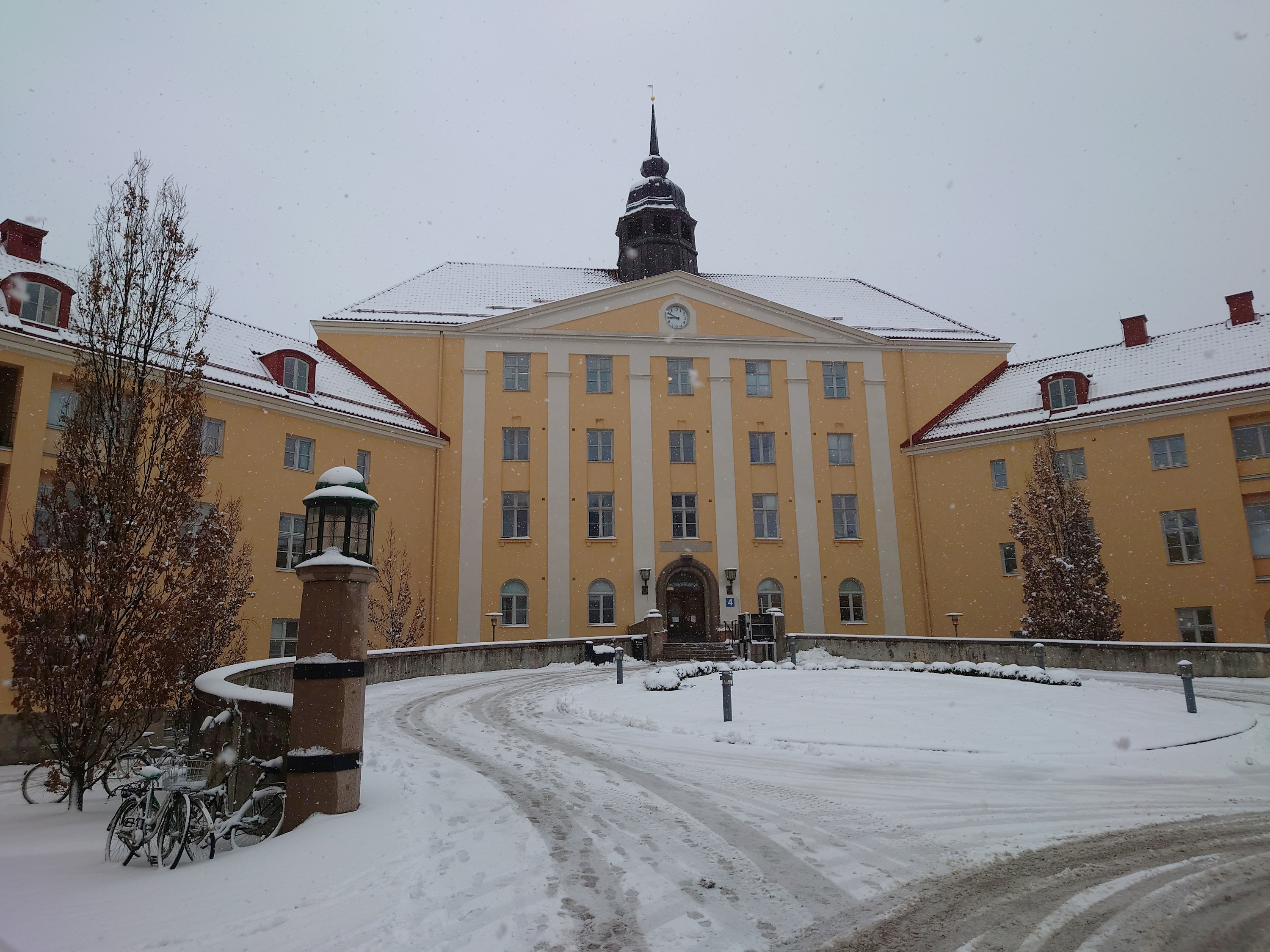
Regionhuset i Västerås

Regionen är uppdelat i olika förvaltningar 
- Primärvård, psykiatri och handikappverksamhet (PPHV)
- Västmanlands sjukhus
- Landstingsgemensamma funktioner
- Folktandvården Västmanland AB, sedan 1 april 2009. Ägs till 100% av Region Västmanland

De i sin tur hanterar de olika klinikerna dit patienten söker sig.

##### Primärvård, psykiatri och handikappverksamhet (PPHV)
Följande vårdområden finns inom PPHV
- Primärvård
- Habiliteringscentrum
- Barn- och ungdomspsykiatri
- Vuxenpsykiatri
- Rättspsykiatri

##### Västmanlands sjukhus
Inom Västmanlands sjukhus finns följande kliniker 
- Akutkliniken
- Barn- och ungdomskliniken
- Fysiologkliniken
- Geriatrikkliniken
- Hudkliniken
- Infektionskliniken
- Kirurgkliniken
- Kvinnokliniken
- Kärlkirurgiska kliniken
- Laboratoriemedicin
- Logopedmottagning
- Medicinkliniken
  - Medicinklinik 1 Omfattar Hjärtmottagning, avd 11, HIA, dag och veckovårdavd 11V
  - Medicinklinik 2 Omfattar gastroenterologi, hematologi, lungmedicin, MAVA(medicinsk akutvårdavdelning), avd 13, avd 15
  - Medicinklinik 3 Omfattar diabetes/endokrinologi, stroke/angiologi, njurmedicin inkl dialys, neurologi, avd 10, avd 14, medicinmottagningen
- Medicinsk teknik och fysik
- Onkologkliniken
- Operationskliniken
- Ortopedkliniken
- Rehabenheten Västerås
- Rehabiliteringsmedicinkliniken
- Reumatologkliniken
- Röntgenkliniken
- Tobaksenheten
- Urologkliniken
- Ögonkliniken
- Öron-näs-halskliniken

##### Regiongemensamma funktioner
Inom förvaltningen finns följande administrativa verksamheter 
- Ledningsstab
- Koncernledning
- Läkemedelskommittèn
- Kostverksamheten i samarbete med Region Uppsala (kostsamverkan.se/)
- Centrum för hälso- och sjukvårdsutveckling
- Centrum för regional utveckling
- Centrum för ekonomi- och verksamhetsanalys
- Centrum för HR
- Centrum för kommunikation
- Centrum för administration
- Centrum för IT
- Centrum för klinisk forskning (CKF), samarbete mellan Uppsala universitet och Region Västmanland [5]

### Familjeläkarmottagningar
Det finns 2 typer av familjeläkarmottagningar (vårdcentraler), regiondrivna och privat drivna.

#### Offentliga
- Asyl- och integrationshälsan
- Bäckbys familjeläkarmottagning(Västerås)
- Fagersta familjeläkarmottagning
- Hallstahammar familjeläkarmottagning
- Hemdal familjeläkarmottagning(Västerås)
- Herrgärdet familjeläkarmottagning(Västerås)
- Kolsva familjeläkarmottagning
- Norberg familjeläkarmottagning
- Familjeläkarmottagningen Oxbacken (Västerås)
- Sala Väsby familjeläkarmottagning
- Skinnskatteberg familjeläkarmottagning
- Familjeläkarmottagningen Skultuna (Västerås)
- Ullvi-Tuna familjeläkarmottagning
- Viksäng-Irsta familjeläkarmottagning

#### Privata
- Achima Care Sala vårdcentral
- Apalby familjeläkarenhet(Västerås)
- Byjorden familjeläkarenhet(Köping)
- Carema Vårdcentral Vallby
- Carema Vårdcentral Västerås
- Citypraktiken (Västerås)
- Familjeläkarna Önsta-Gryta
- Grindberga familjeläkarenhet (Arboga)
- Familjeläkarenheten Fagersta
- Kolbäcks familjeläkarenhet
- Mitt Hjärta vårdcentral Köping
- Kungsörs Vårdcentral
- LäkarGruppen (Västerås)
- Odensvi läkarmottagning (Västerås)
- Prima familjeläkarmottagning
- Servicehälsan (Västerås)
- Virsbodoktorn
- Åbågen nya vårdcentral (Arboga)
- Ängsgårdens vårdcentral (Surahammar)

### Vårdval Västmanland
1 januari 2008 trädde vårdval Västmanland i kraft. I vårdval Västmanland listade patienten sig på en familjeläkarmottagning och inte som förut hos en familjeläkare. Det skulle även vara remissfrihet till sjukgymnaster, naprapater och kiropraktorer. 

## Kollektivtrafik
Från 1 januari 2012 trädde ny kollektivtrafiklag i kraft. I Västmanlands län beslutades att Landstinget Västmanland (nuvarande Region Västmanland) har ensamt ansvar för kollektivtrafiken i länet och utgör regional kollektivtrafikmyndighet. 
Arbetet i kollektivtrafikmyndigheten att leds av en kollektivtrafiknämnd med 7 ledamöter och 7 ersättare .
Under nämnden bildas en regional trafikberedning, där landstinget och samtliga kommuner i länet är representerade. 
VL är sedan från 1 januari 2012 varumärket för den trafik som Kollektivtrafikförvaltningen ansvarar för.

## Utbildning
I Västmanlands län finns fyra folkhögskolor, varav en, Tärna folkhögskola, drivs av regionen. 

## Kultur
Västmanlands läns museum finns på Karlsgatan 2. Museets uppgift är att fördjupa kunskapen om det västmanländska kulturarvet, väcka opinion, öka insikten om det förflutna och berika perspektiven på samtiden och framtiden.
Region Västmanland och Västerås kommun är huvudmän för kommunalförbunden Västmanlandsmusiken och Västmanlands teater. 
Västmanlandsmusiken har tre fristående enheter, nämligen 
- Länsmusiken i Västmanland
- Västerås Sinfonietta
- Västerås Konserthus

Västerås Sinfonietta är en av Sveriges äldsta orkestrar med rötter i det musiksällskap som startades 1883. Sedan hösten 2001 spelar den för utsålda hus varje gång den framträder i Västerås. Musikerna är anställda på halvtid.
Länsmusiken i Västmanland som har i uppdrag att stötta och utveckla musik- och danslivet i Västmanlands län. Vestmanniaensemblen är Länsmusikens enda fasta musikerkonstellation.  Man håller ett stort antal konserter med c.a. 78 000 besökare för år 2006. De offentliga konserter är sammansatta av olika sorters musik såsom kammarmusik, jazz, folkmusik och underhållning är huvudgenrerna. För kammarmusiken svarar framförallt länets tre kammarmusikföreningar i Skinnskatteberg, Köping och Västerås samt enskilda arrangörer. För jazzmusiken finns Jazzligan i Fagersta, Sala Jazzklubb samt Jazzens Vänner i Västerås. Ett blandat utbud, gärna med inslag av folkmusik, erbjuds av bland andra Arboga Musikförening och Musik i Hed, länets musik- och kulturskolar samt kommunernas kulturförvaltningar. Speciellt jazz-scenen i Västerås har fått en genomslag nationellt som internationellt.
Västerås konserthus invigdes den 7 september 2002. Under verksamhetsåret 2005 hade konserthuset sammanlagt 94 259 besökare vid 212 evenemang.  Västerås Konserthus har två salar med 900 respektive 200 platser. 
Västmanlands teater är sedan 1998 ett kommunalförbund med Landstinget Västmanland och Västerås kommun som huvudmän. Teatern har tre scener där man spelar teater för länets invånare. 
Bibliotek i Västmanland drivs av Region Västmanland och fungerar bland annat som nätverk för biblioteken i länet. Ingående delar är bland annat folkbibliotek, gymnasiebibliotek, högskolebibliotek, sjukhusbibliotek, folkhögskolebibliotek, museibibliotek och ljud- och bildbibliotek (AV-central).

## Politik
Region Västmanland är, som alla regioner, en politiskt styrd organisation med regionfullmäktige som högsta beslutande organ. Regionstyrelsen har det verkställande politiska ansvaret och bereder ärenden som behandlas i regionfullmäktige.

### Mandatfördelning i valen 1916–1966
| 14 | 11 | 20 |

| 13 | 3 | 11 | 18 |

| 2 | 16 | 8 | 7 | 2 |

| 34 |

| 2 | 17 | 4 | 6 | 8 |

| 35 |

| 20 | 4 | 6 | 6 |

| 35 |

| 19 | 6 | 2 | 8 |

| 35 |

| 21 | 6 | 2 | 7 |

| 35 |

| 24 | 5 | 5 | 3 |

| 34 |

| 23 | 5 | 6 | 4 |

| 35 |

|  | 23 | 6 | 7 | 2 |

| 34 |

| 27 | 6 | 9 |  |

| 40 |

| 30 | 6 | 10 | 4 |

| 47 |

| 33 | 7 | 8 | 6 |

| 49 |

| 36 | 8 | 8 | 4 |

| 48 | 8 |

| 3 | 30 | 9 | 9 | 6 |

### Mandatfördelning i valen 1970–2022
|  | 35 | 11 | 10 |  |

| 45 | 14 |

|  | 35 | 17 | 5 | 3 |

| 45 | 16 |

| 3 | 37 | 14 | 9 | 8 |

| 49 | 22 |

| 4 | 37 | 11 | 8 | 11 |

| 49 | 22 |

| 4 | 40 | 10 | 4 | 13 |

| 50 | 21 |

| 4 | 38 | 7 | 10 | 12 |

| 47 | 24 |

| 4 | 37 | 3 | 7 | 10 | 10 |

| 44 | 27 |

| 4 | 33 | 6 | 9 | 5 | 14 |

| 43 | 28 |

| 5 | 37 | 3 | 5 | 6 |  | 13 |

| 38 | 33 |

| 9 | 29 | 3 | 4 | 5 | 7 | 14 |

| 36 | 35 |

| 8 | 37 |  | 5 | 11 | 6 | 11 |

| 43 | 38 |

| 5 | 30 |  | 4 | 6 | 7 | 5 | 17 |

| 40 | 37 |

| 5 | 31 | 4 | 4 | 4 | 6 | 4 | 19 |

| 42 | 35 |

| 6 | 30 | 4 | 8 | 4 | 5 |  | 17 |

| 43 | 34 |

| 6 | 27 | 12 | 5 | 6 | 5 | 16 |

| 38 | 39 |

| 6 | 26 | 14 | 5 | 4 | 6 | 16 |

| 40 | 37 |

### Valkretsar
Västmanlands län är indelat i två valkretsar vid regionvalen. De omfattar Västerås och Sala kommuner, respektive Norbergs, Fagersta, Skinnskattebergs, Surahammars, Hallstahammars, Köpings, Kungsörs och Arboga kommuner.